# Marchantia keniae
Marchantia keniae là một loài Rêu trong họ Marchantiaceae. Loài này được Gola mô tả khoa học đầu tiên năm 1914.